# Klooster Novo Hopovo

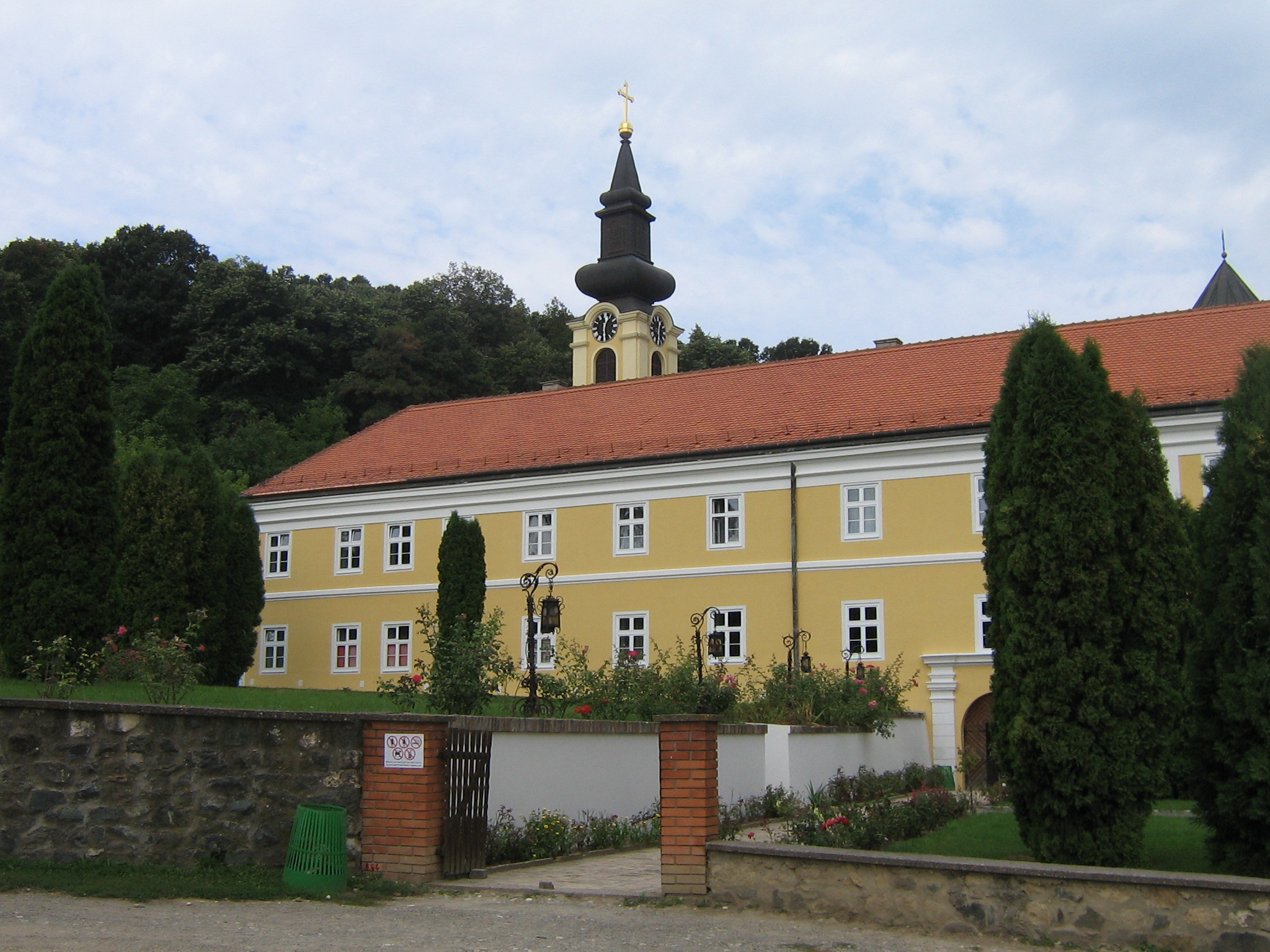
Klooster Novo Hopovo

Het Klooster Novo Hopovo (Servisch: Манастир Ново Хопово,  Manastir Novo Hopovo) is een Servisch-orthodox klooster gelegen op de berg Fruška Gora in het noorden van de Servische autonome provincie Vojvodina. Volgens traditie, werd het gesticht door de heersers van het huis van Branković. De vroegste historische vermeldingen van het klooster dateren uit 1641. 